# 血栓
血栓（けっせん）とは、血管内において形成される凝血塊。血栓によって生じる病態を総称して血栓症という。
正常な状態では血液の凝固の促進が体内で調節されており、出血時に血栓を形成して止血される。止血が完了し障害された部位が修復されると血栓は消える。これを線溶作用と言う。しかし、何らかの理由で血液成分や血流に変化を生じると血栓症を発症することがある。血栓が肥厚し血管を塞ぐことにより、血栓が出来た下位の部位で虚血や梗塞が引き起こされる。また、血栓がはがれて血管内の別の場所に移行して血管をふさぐことを血栓塞栓症という。

## 種類
析出・白色血栓主に動脈内に出来る血栓。機序としては血小板が主に関わっている。一般に動脈で見られ、閉塞性動脈硬化症、バージャー病などに多い。
凝固・赤色血栓主に静脈内に出来る血栓。赤血球がフィブリンの中に多く取り込まれるため赤く見える。機序としては血液凝固反応が関わっている。動脈原性塞栓などに多い。
混合血栓白色血栓、赤色血栓両方が混在しているもの。高脂血症などに多い。
血小板・フィブリン血栓・硝子様血栓フィブリンと少量の血小板が主に関わっている。火傷、伝染性疾患時に小血管や毛細血管に見られる。

## 成因
血栓の形成には3つの大きな要因が存在する。それをウィルヒョウの三要素 (Virchow's triad) と呼ぶ。
1. 血管内皮細胞の傷害
  - 喫煙や高脂血症、高血圧、肥満、糖尿病などが原因で血管内皮細胞が傷つき、そこから血栓が生じる。
2. 血流の緩慢
  - ギプス固定や長時間の同じ姿勢による血管の圧迫による血流の緩慢または停止している場所や、動脈瘤、静脈瘤、心臓内など血流が渦巻く場所に血栓が生じやすい。
3. 血液性状の変化（粘稠度の増加、繊維素溶解活性低下、血液凝固因子の増加）
  - 高脂血症や脱水症状時、妊娠・出産時、老齢などでは血液成分が変化しているため血栓が生じやすい。

## 基礎疾患
- 心内膜炎
- 高血圧
- 高脂血症
- 抗リン脂質抗体症候群
- 先天性血栓性素因

## 血栓による疾患
- 血栓性静脈炎
- 静脈血栓塞栓症 （エコノミークラス症候群）
- 動脈血栓塞栓症
- 播種性血管内凝固症候群（DIC）